# 1809 w polityce

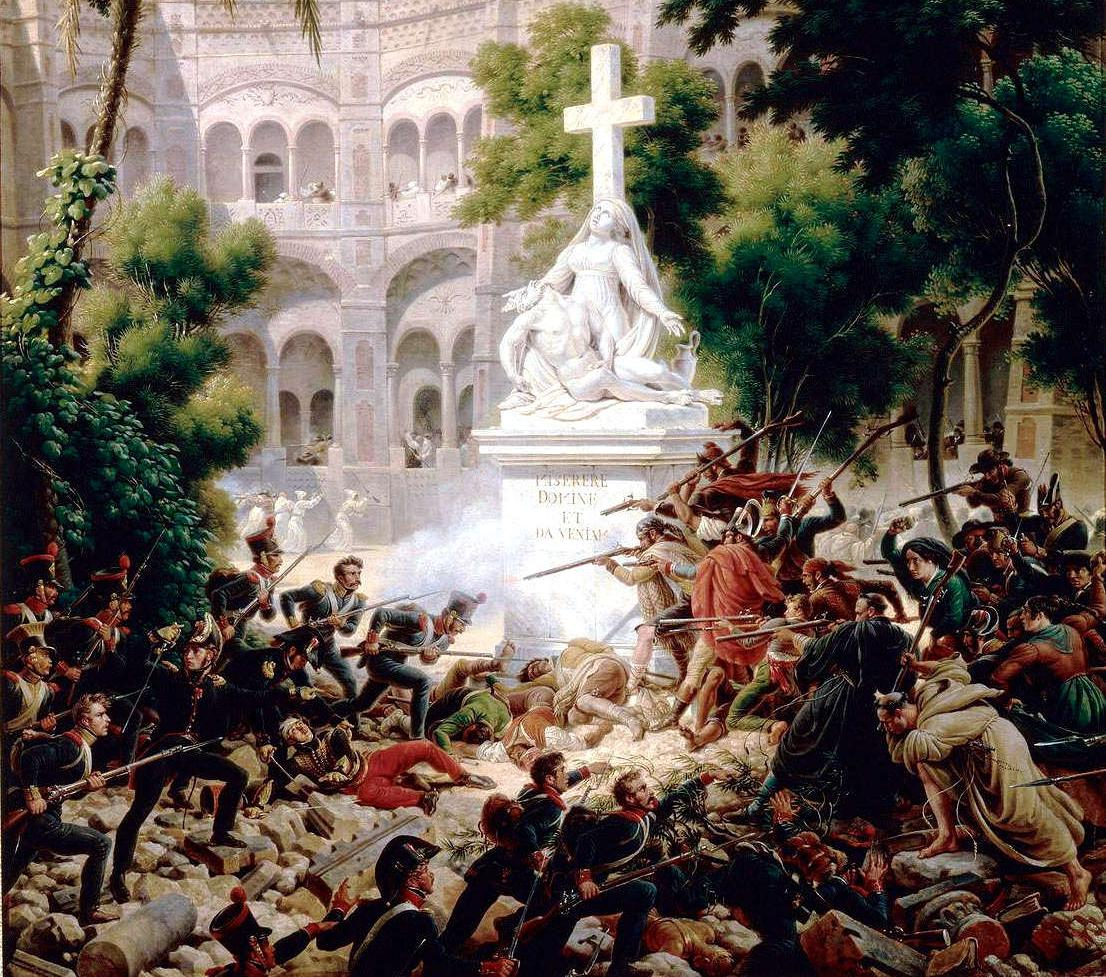
Louis-François, Baron Lejeune, Zdobycie klasztoru San Engracia

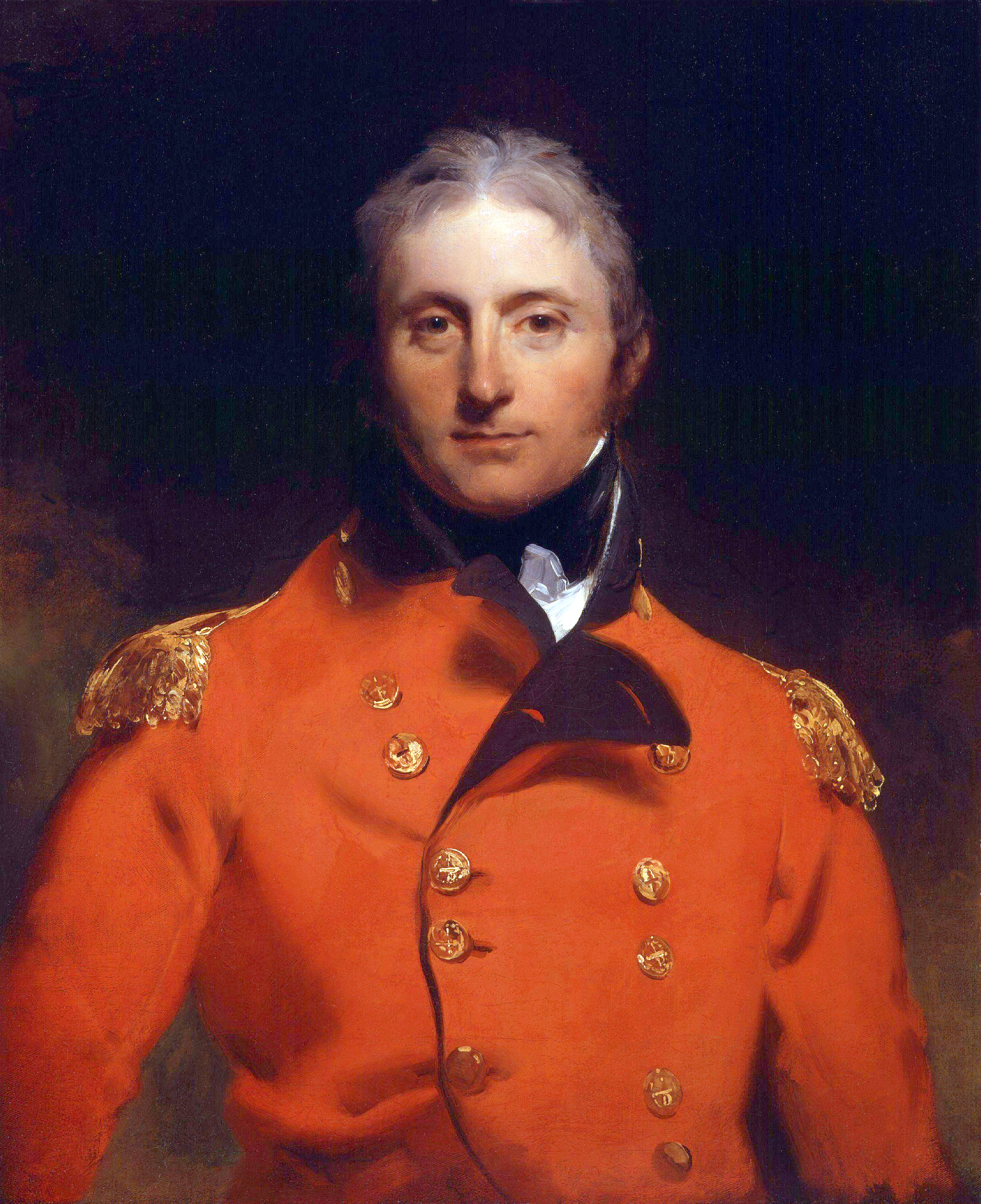
Thomas Lawrence, Portret generała Johna Moore’a

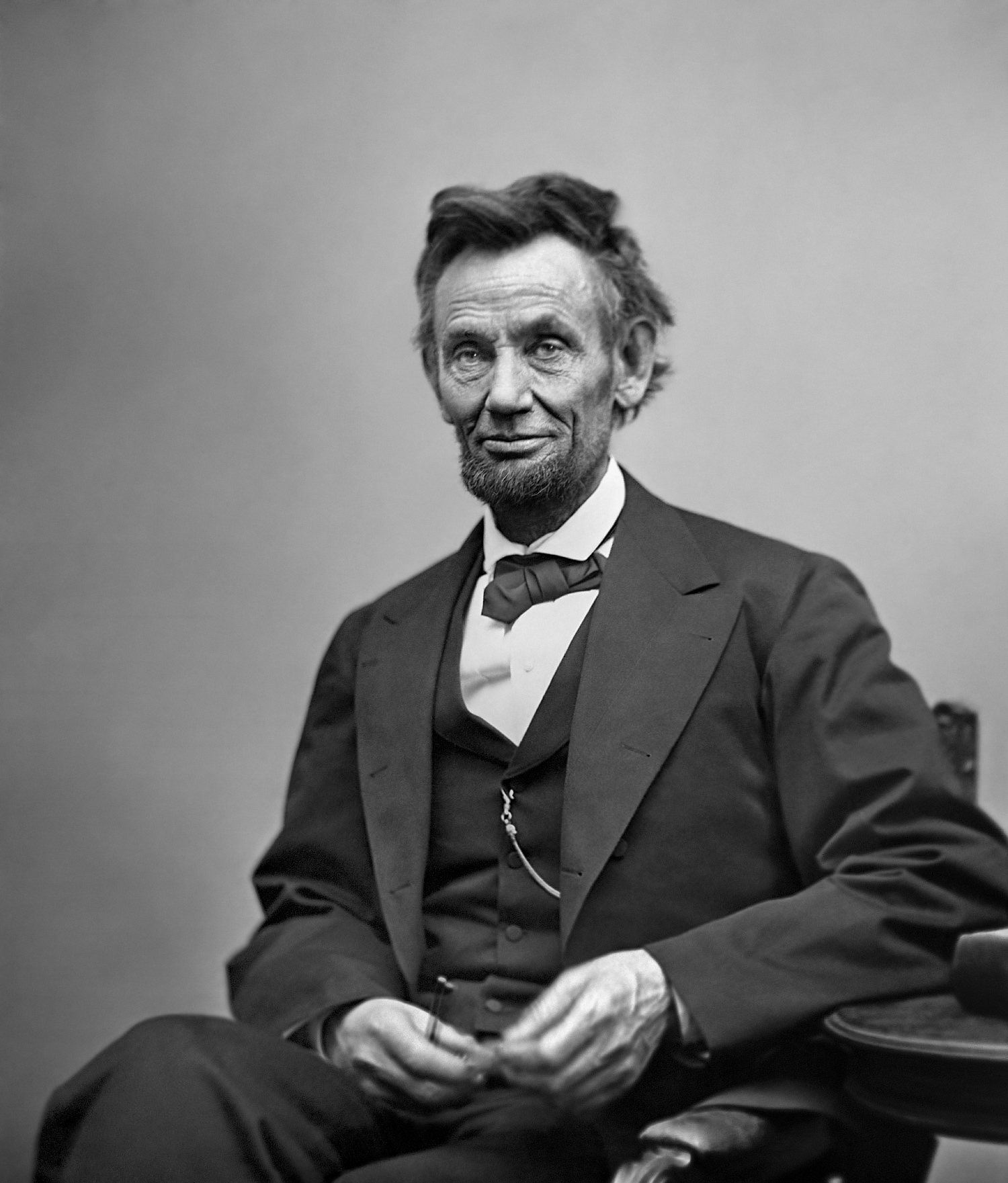
Abraham Lincoln

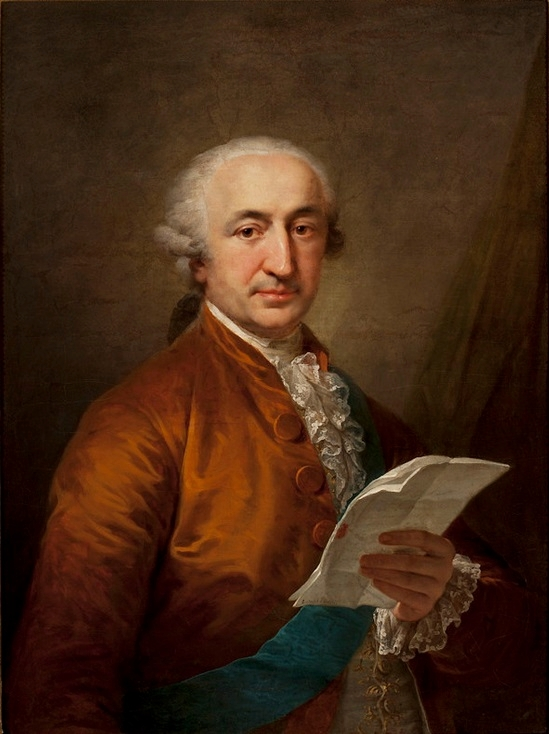
Jan Chrzciciel Lampi, Portret Stanisława Małachowskiego

Wydarzenia polityczne w 1809 roku.

## Wydarzenia
- 14 stycznia - traktat pokojowy w Londynie, oficjalnie kończący wojnę brytyjsko-hiszpańską, został podpisany przez ministra spraw zagranicznych Georga Canninga i ambasadora Juna Ruiza de Apodaca[1].
- Utworzenie Wielkiego Księstwa Finlandii w ramach imperium Rosyjskiego[2].
- 20 lutego - Wojna na Półwyspie Iberyjskim: Francuzi zdobywają Saragossę[3].
- 4 marca James Madison został zaprzysiężony jako prezydent Stanów Zjednoczonych[4].
- 27-28 lipca – Wojna na Półwyspie Iberyjskim: zwycięstwo sojuszniczych sił hiszpańsko-brytyjskich nad Francuzami w bitwie pod Talavera[5].
- 19 listopada - Wojna na Półwyspie Iberyjskim: decydujące zwycięstwo Francuzów dowodzonych przez Nicolasa Jeana de Dieu Soult i króla Józefa Bonaparte nad Hiszpanami dowodzonymi przez gen. Juana Carlosa de Areizaga w bitwie pod Ocañą[6].
- 26 listopada – Wojna na Półwyspie Iberyjskim: zwycięska dla Francuzów bitwa pod Alba de Tormes nad dowodzonymi przez gen. Vincente Maria Canas y Portocarrero Hiszpanami doprowadza do pacyfikacji północnej części Hiszpanii[6].

## Urodzili się
- 3 stycznia Bogusław Fryderyk Radziwiłł, książę, generał pruski[7].
- 12 lutego Abraham Lincoln, 16 prezydent Stanów Zjednoczonych[8][9][10].
- 9 marca Bettino Ricasoli, premier Włoch[11].
- 21 września Emil Ordon, powstaniec listopadowy, brat Konstantego Juliana Ordona[12].
- 24 listopada Artur Zawisza, uczestnik powstania listopadowego[13].

## Zmarli
- 16 stycznia John Moore, brytyjski wojskowy[14].
- 23 stycznia Luigi Gazzoli, włoski kardynał[15].
- 22 kwietnia Jean-Baptiste Cervoni, francuski generał[16].
- 13 maja Valentino Mastrozzi, włoski kardynał[17].
- 8 czerwca Thomas Paine, amerykański myśliciel, jeden z ojców-założycieli Stanów Zjednoczonych[18].
- 27 czerwca Leopoldyna von Sternberg, księżna Liechtensteinu[19].
- 30 sierpnia Ignacy Potocki, polski arystokrata[20].
- 30 sierpnia Herakliusz Lisowski, metropolita kijowski Kościoła greckokatolickiego[21].
- 13 września Jan Dembowski, biskup kamieniecki[22].
- Alexander Ball, brytyjski admirał[23].
- 24 października Franciszek Onufry Bieliński, pisarz wielki koronny[24].
- 25 października Ignacy Miączyński, polski hrabia[25].
- 2 grudnia John Walker, amerykański parlamentarzysta[26].
- 28 grudnia John Bullock, brytyjski parlamentarzysta[27].
- 29 grudnia Stanisław Małachowski, marszałek Sejmu Czteroletniego[28].
- Stanisław Kublicki, konfederat barski, poseł na Sejm Czteroletni[29].